# UFC 205
UFC 205: Alvarez vs. McGregor（ユーエフシー・ツーオーファイブ：アルバレス・バーサス・マクレガー）は、アメリカ合衆国の総合格闘技団体「UFC」の大会の一つ。2016年11月12日、ニューヨーク州ニューヨークマンハッタン区のマディソン・スクエア・ガーデンで開催された。

## 大会概要
本大会では王者のエディ・アルバレスと挑戦者のコナー・マクレガーによるUFC世界ライト級タイトルマッチ、王者のタイロン・ウッドリーと挑戦者のスティーブン・トンプソンによるUFC世界ウェルター級タイトルマッチ 、王者のヨアナ・イェンジェイチックと挑戦者のカロリーナ・コバケビッチによるUFC世界女子ストロー級タイトルマッチが組まれた。
マディソン・スクエア・ガーデン新記録となるゲート収入1,770万ドルを記録し、1999年のレノックス・ルイス対イベンダー・ホリフィールドが記録した1,350万ドルの会場記録を更新した。
試合の前日に行われた計量に15,480人の観衆を動員しUFCの記録を更新した。
UFC 205の世界中のSNS上のインプレッション回数は、NFL・スーパーボウルの43億回の3倍以上となる、140億回以上を記録した。
第45代アメリカ合衆国大統領ドナルド・トランプが本大会に来場して試合を観戦する予定だったが、大統領当選から数日後のことで会場警護などの準備が間に合わなかったため中止された。トランプ大統領の会場観戦はその後UFC 244で実現している。

## 試合結果

### アーリープレリム
第1試合 女子バンタム級 5分3R
○  リズ・カムーシェ vs.  ケイトリン・チュケイギアン ×
3R終了 判定2-1（28-29、29-28、29-28）
第2試合 73.7kg契約 5分3R
○  ジム・ミラー vs.  チアゴ・アウベス ×
3R終了 判定3-0（30-27、29-28、30-27）
※アウベスの体重超過によりライト級から変更。

### プレリミナリーカード
第3試合 ウェルター級 5分3R
○  ビセンテ・ルケ vs.  ベラル・モハメッド ×
1R 1:19 KO（右フック）
第4試合 ミドル級 5分3R
○  ティム・ボッシュ vs.  ハファエル・ナタウ ×
1R 3:22 TKO（右フック→パウンド）
第5試合 ライト級 5分3R
○  ハビブ・ヌルマゴメドフ vs.  マイケル・ジョンソン ×
3R 2:31 キムラロック
第6試合 フェザー級 5分3R
○  フランク・エドガー vs.  ジェレミー・スティーブンス ×
3R終了 判定3-0（30-27、30-27、29-28）

### メインカード
第7試合 女子バンタム級 5分3R
○  ラケル・ペニントン vs.  ミーシャ・テイト ×
3R終了 判定3-0（29-28、30-27、30-27）
第8試合 ミドル級 5分3R
○  ヨエル・ロメロ vs.  クリス・ワイドマン ×
3R 0:24 KO（左跳び膝蹴り）
第9試合 UFC世界女子ストロー級タイトルマッチ 5分5R
○  ヨアナ・イェンジェイチック vs.  カロリーナ・コバケビッチ ×
5R終了 判定3-0（49-46、49-46、49-46）
※イェンジェイチックが4度目の防衛に成功。
第10試合 UFC世界ウェルター級タイトルマッチ 5分5R
△  タイロン・ウッドリー vs.  スティーブン・トンプソン △
5R終了 判定1-0（47-47、47-47、48-47）
※ウッドリーが初防衛に成功。
第11試合 UFC世界ライト級タイトルマッチ 5分5R
○  コナー・マクレガー vs.  エディ・アルバレス ×
2R 3:04 TKO（左フック→パウンド）
※マクレガーが王座獲得に成功。

### 各賞
ファイト・オブ・ザ・ナイト： タイロン・ウッドリー vs. スティーブン・トンプソン
パフォーマンス・オブ・ザ・ナイト： コナー・マクレガー、ヨエル・ロメロ
各選手にはボーナスとして5万ドルが授与された。

### カード変更
負傷などによるカードの変更は以下の通り。